# Не знате ви Мартина
„Не знате ви Мартина” је југословенски ТВ филм из 1987. године. Режирао га је Фарук Соколовић а сценарио је написао Илија Поповски.

## Улоге
| Глумац                | Улога |
| --------------------- | ----- |
| Данило Бата Стојковић |       |
| Весна Чипчић          |       |
| Мухамед Мехмедовић    |       |